# Eleocharis dombeyana
Eleocharis dombeyana är en halvgräsart som beskrevs av Carl Sigismund Kunth. Eleocharis dombeyana ingår i släktet småsäv, och familjen halvgräs. Inga underarter finns listade i Catalogue of Life.